# Вогнеметний танк

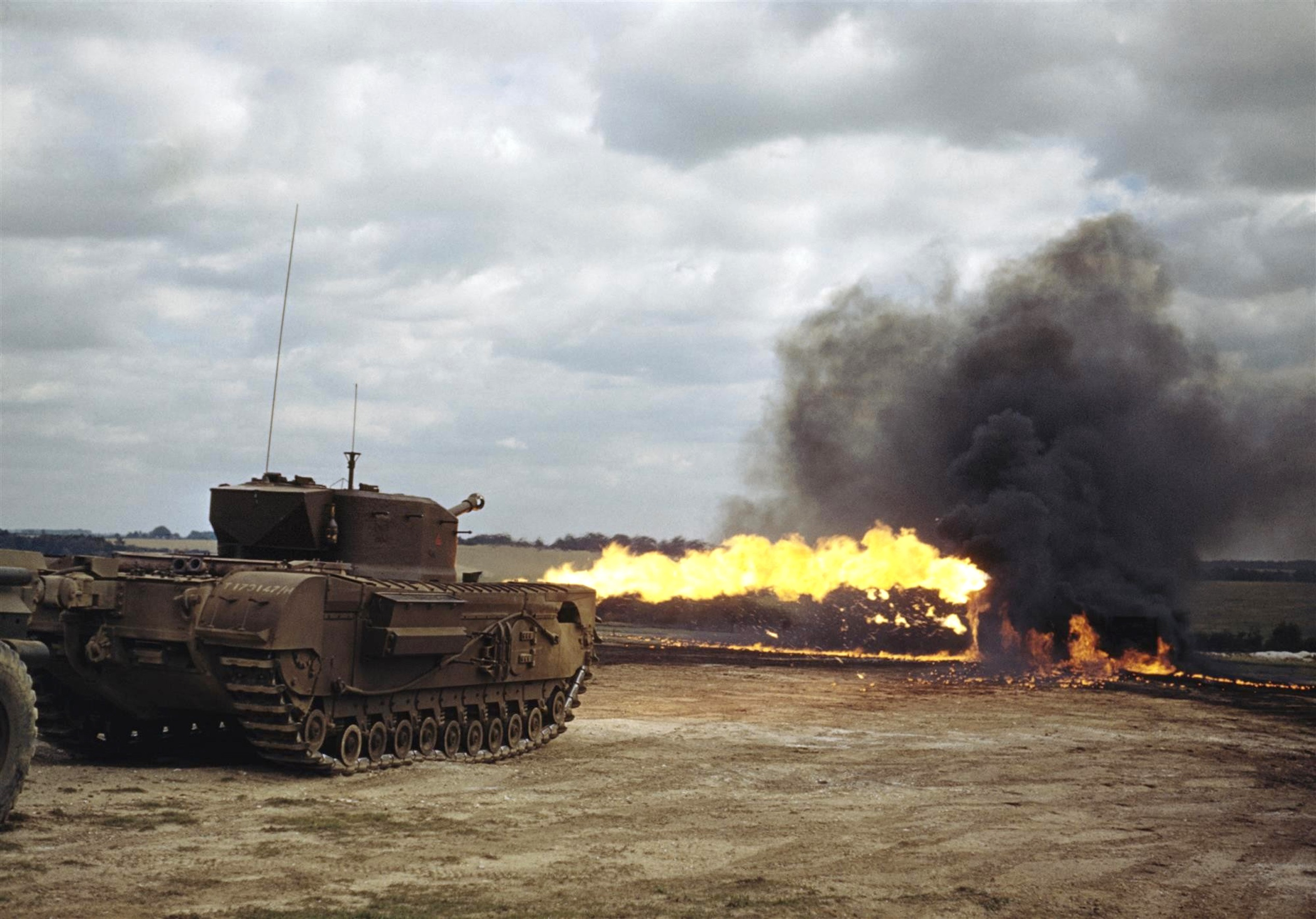
Вогнеметний танк Churchill Crocodile веде вогонь.

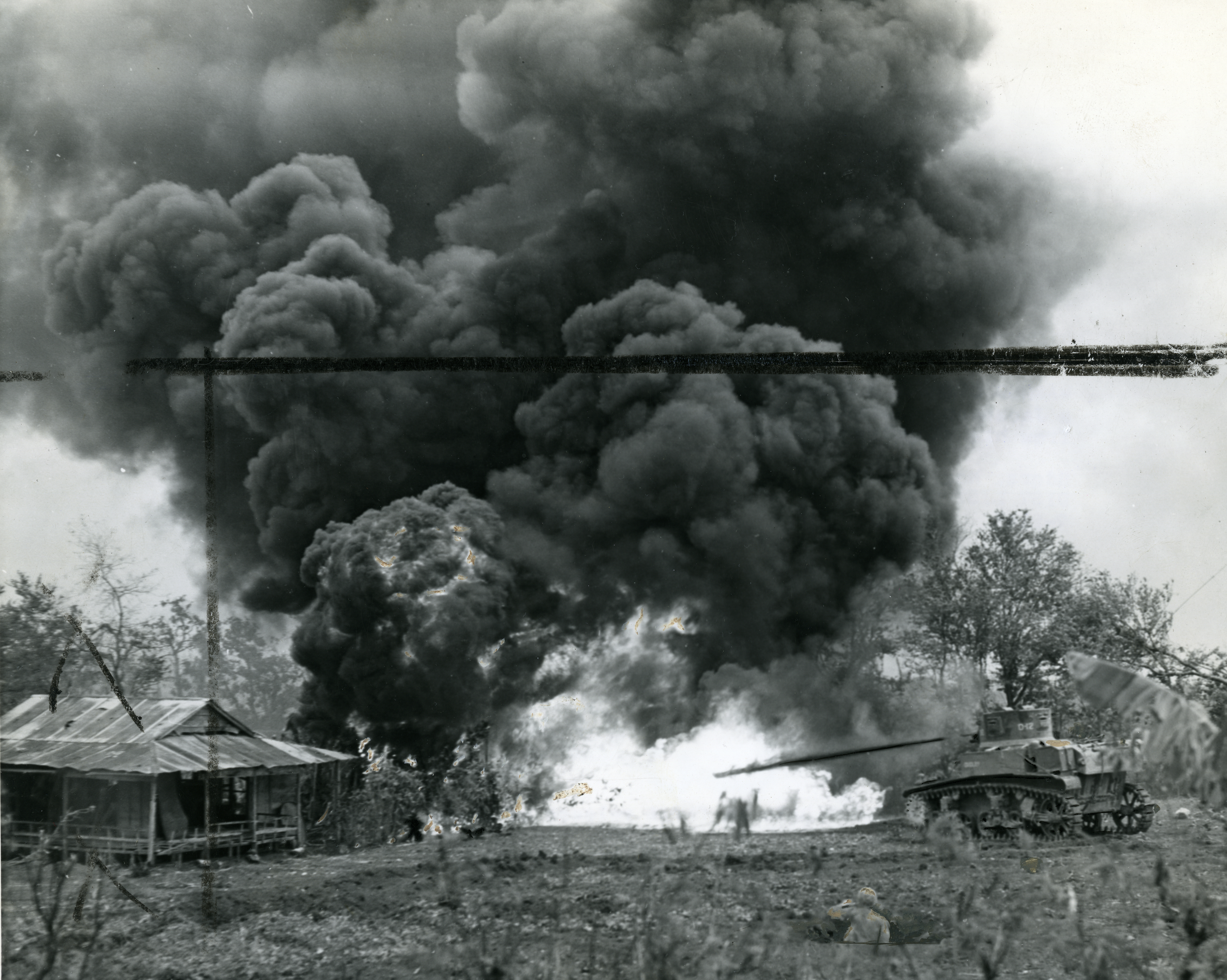
Вогнеметний танк американської морської піхоти знищує японський дот. Битва за Сайпан. 1944

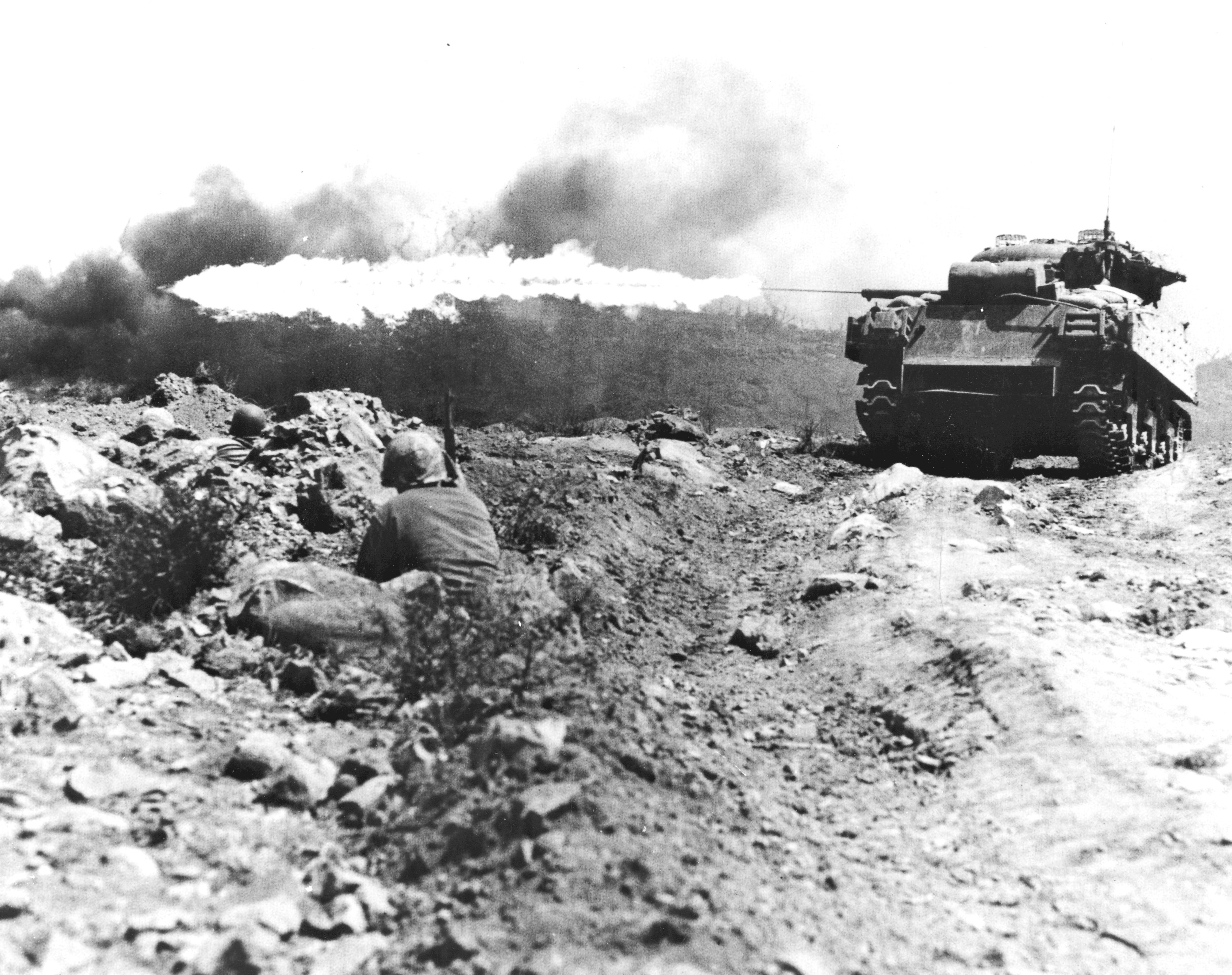
Вогнеметний «Шерман» під час битви за Іодзіму

Вогнеметний танк — бойова броньована машина на гусеничному шасі, оснащена вогнеметною установкою і призначена для ураження палаючої вогнесумішшю живої сили (в тому числі в укриттях) і військової техніки противника. Вогнеметні танки можуть мати вогнемет як основне озброєння, в цьому випадку він зазвичай встановлюється в башті замість гармати. Великого поширення набули вогнеметні танки, у яких вогнемет є допоміжним озброєнням, а гармата і кулемети — основним. Резервуари з вогнесумішшю можуть розміщуватися всередині танка, на його корпусі, а також на одноосьовому причепі.
Вперше вогнеметні танки були застосовані італійської армією під час війни в Ефіопії 1935-36. Радянські вогнеметні танки типу ОТ-26 та Т-130 успішно використовувалися в боях на р. Халхин-Гол (1939) і під час радянсько-фінської війни 1939—1940. В період німецько-радянської війни на радянські танки додатково до їх озброєння встановлювалися автоматичні танкові вогнемети АТО-42, що викидали під тиском порохових газів вогнесуміш на дальність до 120 м. На танку ОТ-34 такий вогнемет мав запас вогнесуміші 200 л і дозволяв зробити 20 пострілів, на танку КВ-1 відповідно 570 л і 57 пострілів.
У період Другої світової війни вогнеметні танки перебували на озброєнні багатьох армій. Вони застосовувалися також американськими військами під час воєн в Кореї і В'єтнамі. У післявоєнний період продовжувалося подальше вдосконалення вогнеметних танків шляхом збільшення дальності вогнеметання, яка до середини 1970-х рр. перевищила 200 м.